# Lehoczki Károly (költő)
Lehoczki Károly (Harta, 1955. december 10. –) magyar költő.
Kecskeméten él. Orvos. Középiskolát 1970-74 között Kalocsán, egyetemet 1975-1981 között a Szovjetunióban, Leningrádban végzett.
Első közölt műve 1976-ban jelent meg orosz nyelven a Szmena című napilapban, majd további írásai a Nyeva című irodalmi folyóiratban.
Visszatérve Magyarországra az 1980-as években folyóiratokban (Somogy, Hevesi Szemle, Forrás) és napilapokban (Petőfi Népe, Vas Népe,
Délmagyarország, Dunántúli Napló, stb.) publikált. Első önálló kötetét 1989-ben adta közre s ezt követően döntően kötetekben jelentkezett. 2009-től több éven át rendszeresen közölt a Kanadában szerkesztett és megjelenő Kaláka Szépirodalmi Folyóiratban. Valamennyi könyvét forgalmazta a Könyvtárellátó, valamint teljes tartalmuk olvasható és letölthető a Magyar Elektronikus Könyvtárban.
Online népszerűsége és ismertsége jelentős.
Irodalmi műhelyhez nem csatlakozott. Műveit minden jogot fenntartva kizárólag saját gondozásában adja ki. 2009 és 2025 között frissen megjelent kötetei kilenc alkalommal szerepeltek az Ünnepi Könyvhét választékában.

## Megjelent kötetei
- Magam tükrében (versek, 1989 )
- Kitől remélhetsz (versek, 1990 )
- Reszket az égen a csillag (versek, 1992 )
- Új világ (versek, 1999 )
- Hipermarket (poéma, 2002 )
- Szik (versek, 2005 )
- TENSZ (összegyűjtött tenszek, 2009 )
- Elgurult gyöngyök (versek, 2011 )
- Az ismeretlen kert (elbeszélések, 2015 )
- Sétány a pokolban (versek, 2017 )
- Létem (kötetben megjelent versek, 2018 )
- Szobrok huzatban (színművek, 2019 )
- Dal a semmiből (regény, 2021 )
- Késői eső (versek, 2024 )

### Hangoskönyvek a Magyar Elektronikus Könyvtárban
- Elgurult gyöngyök (hangoskönyv) (2011 )
- Hipermarket (hangoskönyv) (2012 )
- TENSZ (hangoskönyv) (2012 )
- Az ismeretlen kert (hangoskönyv) (2015 )
- Sétány a pokolban (hangoskönyv) (2017 )
- Szobrok huzatban (hangoskönyv) (2019 )
- Dal a semmiből (hangoskönyv) (2021 )
- Késői eső (hangoskönyv) (2024 )

### Idegen nyelvű művek a Magyar Elektronikus Könyvtárban
- Божьи коровки (Katicák, elbeszélés, orosz) (2015 )
- Песня из ниоткуда (Dal a semmiből, regény, orosz) (2024 )

## Külső hivatkozás
- A művek a Magyar Elektronikus Könyvtár választékában teljes terjedelmükben elérhetőek
- Hivatalos honlap
- Egyéb saját honlap Archiválva 2021. január 25-i dátummal a Wayback Machine-ben
- Kaláka Szépirodalmi Folyóirat
- Book&walk
- Az ismeretlen kert, könyvbemutató
- Az ismeretlen kert, könyvismertető
- Adomány
- Irodalom.lap.hu (szerzői honlapok)
- Vers.lap.hu (kortárs versek)
- Hangoskönyvek a neten  Archiválva 2021. január 28-i dátummal a Wayback Machine-ben
- Lehoczki Károly az Ünnepi Könyvhéten (Sétány a pokolban)
- Verspatika